# Mecynogea sucre
Mecynogea sucre är en spindelart som beskrevs av Levi 1997. Mecynogea sucre ingår i släktet Mecynogea och familjen hjulspindlar. Inga underarter finns listade i Catalogue of Life.